# Hughes (Wisconsin)
Hughes es un pueblo ubicado en el condado de Bayfield en el estado estadounidense de Wisconsin. En el Censo de 2010 tenía una población de 383 habitantes y una densidad poblacional de 2,77 personas por km².

## Geografía
Hughes se encuentra ubicado en las coordenadas 46°31′20″N 91°29′20″O / 46.52222, -91.48889. Según la Oficina del Censo de los Estados Unidos, Hughes tiene una superficie total de 138.44 km², de la cual 135.16 km² corresponden a tierra firme y (2.37%) 3.28 km² es agua.

## Demografía
Según el censo de 2010, había 383 personas residiendo en Hughes. La densidad de población era de 2,77 hab./km². De los 383 habitantes, Hughes estaba compuesto por el 97.39% blancos, el 0% eran afroamericanos, el 1.31% eran amerindios, el 0.26% eran asiáticos, el 0% eran isleños del Pacífico, el 0% eran de otras razas y el 1.04% pertenecían a dos o más razas. Del total de la población el 0.52% eran hispanos o latinos de cualquier raza.